# Pistoia Basket 2019-2020
Questa voce raccoglie le informazioni riguardanti il Pistoia Basket 2000 nelle competizioni ufficiali della stagione 2019-2020.

## Stagione
La stagione 2019-2020 del Pistoia Basket 2000, sponsorizzata Oriora, è la 7ª nel massimo campionato italiano di pallacanestro, la Serie A.
Per la composizione del roster si decise di cambiare formula, tornando a quella con 5 giocatori stranieri senza vincoli.

## Roster
Aggiornato al 9 agosto 2019.
| Oriora Pistoia 2019-20 | Oriora Pistoia 2019-20 |
| Giocatori              | Staff tecnico          |
| ---------------------- | ---------------------- |

| N. | Naz.                                       | Ruolo | Nome                    | Anno | Alt.   | Peso   |  |
| -- | ------------------------------------------ | ----- | ----------------------- | ---- | ------ | ------ |  |
| 2  | Italia (bandiera)                          | P     | Gianluca Della Rosa (C) | 1996 | 180 cm | 73 kg  |  |
| 3  | Stati Uniti (bandiera)                     | PG    | Randy Culpepper         | 1989 | 182 cm | 75 kg  |  |
| 5  | Stati Uniti (bandiera)                     | AP    | Terran Petteway         | 1992 | 198 cm | 91 kg  |  |
| 10 | Italia (bandiera)                          | PG    | Lorenzo D'Ercole        | 1988 | 193 cm | 88 kg  |  |
| 11 | Italia (bandiera)                          | C     | Andrea Quarisa          | 1992 | 204 cm | 109 kg |  |
| 12 | Australia (bandiera)                       | C     | Angus Brandt            | 1989 | 208 cm | 110 kg |  |
| 13 | Belgio (bandiera)                          | GA    | Jean Salumu             | 1990 | 193 cm | 87 kg  |  |
| 15 | Italia (bandiera)                          | AC    | Aristide Landi          | 1994 | 203 cm | 107 kg |  |
| 16 | Italia (bandiera)                          | C     | Angelo Del Chiaro       | 2001 | 208 cm | 104 kg |  |
| 22 | Stati Uniti (bandiera)                     | P     | Zabian Dowdell          | 1984 | 192 cm | 90 kg  |  |
| 23 | Stati Uniti (bandiera)                     | AC    | Justin Johnson          | 1996 | 201 cm | 111 kg |  |
| 24 | Regno Unito (bandiera) · Italia (bandiera) | AP    | Carl Wheatle            | 1998 | 200 cm | 88 kg  |  |
| -  | Italia (bandiera)                          |       | Leonardo Bonistalli     | 2003 |        |        |  |
| -  | Italia (bandiera)                          | G     | Alessandro Mati         | 2001 |        |        |  |

| Allenatore                                                                               |
| - Michele Carrea                                                                         |
| Assistente/i                                                                             |
| - Luca Angella - Fabio Bongi Legenda - (C) Capitano - (IN) Inattivo - Infortunato Roster |

## Mercato

### Sessione estiva
| Acquisti | Acquisti         | Acquisti          | Acquisti      | Acquisti |
| R.a      | Nome             | da                | Modalità      |          |
| -------- | ---------------- | ----------------- | ------------- | -------- |
| ALL      | Michele Carrea   | Pall. Biella      | definitivo    |          |
| AP       | Carl Wheatle     | Pall. Biella      | definitivo    |          |
| AC       | Justin Johnson   | Dinamo Cagliari   | definitivo    |          |
| G        | Matteo Martini   | Latina Basket     | fine prestito |          |
| AC       | Aristide Landi   | Virtus Roma       | definitivo    |          |
| C        | Angus Brandt     | Hawke's Bay Hawks | definitivo    |          |
| C        | Andrea Quarisa   | Scaligera Verona  | definitivo    |          |
| PG       | Lorenzo D'Ercole | Scandone Avellino | definitivo    |          |
| P        | Zabian Dowdell   | Châlons-Reims     | definitivo    |          |
| AP       | Terran Petteway  | Dinamo Sassari    | definitivo    |          |
| AP       | Jean Salumu      | Pall. Varese      | definitivo    |          |

| Cessioni | Cessioni         | Cessioni              | Cessioni       | Cessioni |
| R.       | Nome             | a                     | Modalità       |          |
| -------- | ---------------- | --------------------- | -------------- | -------- |
| ALL      | Paolo Moretti    | Viola R. Calabria     | fine contratto |          |
| ALL      | Marcello Billeri | Pallacanestro Agliana | fine contratto |          |
| C        | Andrea Crosariol |                       | ritirato       |          |
| GA       | L.J. Peak        | Pall. Varese          | fine contratto |          |
| AC       | Ousman Krubally  | Le Portel             | fine contratto |          |
| G        | Lorenzo Querci   | Orlandina             | fine contratto |          |
| G        | Matteo Martini   | Derthona Basket       | fine contratto |          |
| C        | Marco Di Pizzo   | Latina Basket         | fine contratto |          |
| PG       | Riccardo Bolpin  | Reyer Venezia         | fine prestito  |          |
| AG       | Patrik Auda      | Boulazac              | fine contratto |          |
| AP       | Tony Mitchell    | Trotamundos           | fine contratto |          |
| P        | Jake Odum        | Free agent            | fine contratto |          |
| GA       | Blaž Mesiček     | Free agent            | fine contratto |          |

### Dopo l'inizio della stagione
| Acquisti | Acquisti        | Acquisti | Acquisti        | Acquisti   |
| R.       | Nome            | da       | Data            | Modalità   |
| -------- | --------------- | -------- | --------------- | ---------- |
| PG       | Randy Culpepper | Prometej | 4 febbraio 2020 | definitivo |

| Cessioni | Cessioni       | Cessioni     | Cessioni         | Cessioni    |
| R.       | Nome           | a            | Data             | Modalità    |
| -------- | -------------- | ------------ | ---------------- | ----------- |
| C        | Andrea Quarisa | Jesi Academy | 13 febbraio 2020 | rescissione |
| P        | Zabian Dowdell | RASTA Vechta | 28 febbraio 2020 | rescissione |